# Кваја
Кваја је народ сродан народу Лухја, насељава Танзанију, на источној обали језера Укереве (раније Викторија), уз границу са Кенијом.
Језик припада подгрупи бенуе-конго групе нигер-конго нигерокордофанске породице језика. Вера су традиционална месна веровања (култ сила природе и култ предака).